# ادوارد والنکو
ادوارد والنکو (اوکراینی: Едуард Анатолійович Валенко؛ زادهٔ ۲۱ فوریهٔ ۱۹۶۰) بازیکن فوتبال اهل اتحاد جماهیر شوروی سوسیالیستی است.
از باشگاه‌هایی که در آن بازی کرده‌است می‌توان به باشگاه فوتبال زاریا بالتی اشاره کرد.